# Racing Rioja Club de Fútbol
El Racing Rioja Club de Fútbol fue un equipo de fútbol español localizado en Logroño, La Rioja. Fundado en 2018 y desaparecido en 2024. La temporada 2023-24 fue la última en la que compitió, tras no inscribirse en Tercera Federación en la temporada 2024-25.

## Historia
Fundado en 2018, el club fue registrado en la Federación de Fútbol de La Rioja en agosto de ese año, entrando inmediatamente en Regional Preferente. En su segunda temporada el club ascendió a tercera división tras quedar campeón de la Regional Preferente y entrando en la Copa del Rey de la siguiente temporada.
En la Copa del Rey, el club fue eliminado en la Primera Ronda contra el club de La Liga, el S. D. Eibar.
El 9 de mayo de 2021, logró el ascenso a Segunda RFEF, tras ganar por 1-0 al C. D. Alfaro.
En su primer año en Segunda RFEF estuvo toda la temporada en las posiciones de cabeza, liderando el grupo en gran parte del campeonato, pero una mala segunda vuelta le privó de disputar el playoff de ascenso en la última jornada.
El segundo año no consiguió en ningún momento engancharse a los puestos de cabeza. Fue un año muy convulso, con hasta tres destituciones de entrenadores y finalizó con el descenso a Tercera Federación.
Ya en Tercera Federación, el equipo siguió sin tener estabilidad, realizó un año mediocre para un recién descendido acabando en la posición 12.ª provocando algún escándalo por no tener jugadores suficientes para jugar.
Finalmente el equipo dejó de competir tras no inscribirse en Tercera Federación en la temporada 2024-25.

## Palmarés
Nota: en negrita competiciones vigentes en la actualidad.
| Competición nacional             | Títulos            | Subcampeonatos |
| -------------------------------- | ------------------ | -------------- |
| Tercera división de España (1/0) | 2020-21 (Gr. XVI). |                |

| Competición regional                  | Títulos  | Subcampeonatos |
| ------------------------------------- | -------- | -------------- |
| Regional Preferente de La Rioja (1/0) | 2019-20. |                |

## Datos del club
- Temporadas en Primera División: 0
- Temporadas en Segunda División: 0
- Temporadas en Primera Federación: 0
- Temporadas en Segunda Federación: 2
- Temporadas en Tercera Federación / Tercera División: 3
- Mejor puesto en la liga: 7.º en Segunda RFEF (temporada 2021-22)

## Trayectoria

### Histórico de temporadas
| Temporada | Nivel | División             | Puesto | Copa del Rey |
| --------- | ----- | -------------------- | ------ | ------------ |
| 2018–19   | 5     | Regional Preferente  | 7.º    |              |
| 2019–20   | 5     | Regional Preferente  | 1.º    |              |
| 2020–21   | 4     | 3.ª (Grupo XVI)      | 1.º    | 1.ª Ronda    |
| 2021-22   | 4     | 2.ª RFEF (Grupo II)  | 7.º    | 1.ª Ronda    |
| 2022-23   | 4     | 2.ª Fed. (Grupo II)  | 17.º   | 1.ª Ronda    |
| 2023-24   | 5     | 3.ª Fed. (Grupo XVI) | 12.º   |              |

```
LEYENDA

 :Ascenso de categoría

 :Descenso de categoría
```

### Participaciones enCopa del Rey
| Temporada | Ronda     | Rival                     | Resultado |  |
| --------- | --------- | ------------------------- | --------- |  |
| 2020-21   | Previa    | C. D. Colegios Diocesanos | 3-0       |  |
| 2020-21   | 1.ª Ronda | S. D. Eibar               | 0-2       |  |
| 2021-22   | 1.ª Ronda | F. C. Cartagena           | 0-2       |  |
| 2022-23   | 1.ª Ronda | C. Gimnàstic de Tarragona | 0-2       |  |

## Filial
Durante la campaña 2020-21 se creó el Racing Rioja Club de Fútbol Super Nova "B" que actuaría como filial del club y se inscribió en la Regional Preferente de La Rioja.
En la temporada 2022-23, tras el ascenso del filial a Tercera Federación se creó un tercer equipo llamado Racing Rioja Club de Fútbol "C", que competiría en la Regional Preferente de La Rioja.